# Joaquín Durán y Aguilar
Joaquín Durán y Aguilar (1789-17 de mayo de 1877) fue un político salvadoreño, primer presidente de la Corte Suprema de Justicia de El Salvador.

## Vida
Realizó sus estudios en la Universidad de San Carlos de Guatemala. En El Salvador era abogado y inició las labores del poder judicial en El Salvador. 

### Carreras políticas
Fue diputado ante el congreso federal en 1826. Ocupó el cargo de diputado presidente de la asamblea legislativa de El Salvador en 1827. Fue elegido Magistrado de la Corte en 1830. 
Ocupó el cargo de Ministro de Hacienda y Guerra durante la jefatura de don José María Cornejo en 1830 a 1832. Tras la derrota de Cornejo por Morazán en abril de 1832 fue enviado preso a Guatemala el jefe Cornejo y unos 60 salvadoreños que colaboraron con el, incluyendo Joaquín Durán y Aguilar. Estuvieron en cárcel por un año en la capital, condenados a cuatro años de exilio, fueron por fin amnistiados por el Congreso Federal.
Su amigo, el presbítero Mariano Durán y Aguilar, fue fusilado en el 30 de octubre de 1838 en la ciudad de Guatemala por ser cómplice del General Carrera. Esto afectó profundamente a la familia Durán Aguilar.
Tras ser vencido Morazán por el general Carrera en el 19 de marzo de 1840, fue exiliado de Centro América el 5 de abril de 1840. Después de esto se extinguió la República Federal y se separaron los cinco estados constituyentes. El gobierno de Guatemala empezó siendo un gobierno conservador liderado por Carrera y Joaquín Durán y Aguilar se alineó con los conservadores, llegando a ser hombre de confianza de Carrera. 
El Salvador, gobernado por Antonio José Cañas, se vio obligado a entablar negociaciones de paz con Guatemala. Habiendo convencido al general Carrera, llegó a San Salvador el 10 de mayo de 1840 acompañado por Joaquín Durán y Aguilar, quien entonces era el ministro de Relaciones Exteriores de Guatemala. Entonces los salvadoreños se vieron obligados a suscribir un tratado de paz y avenimiento con Guatemala que fue firmado el 13 de mayo de 1840.
Joaquín Durán y Aguilar siguió en la política guatemalteca como miembro de la Asamblea del Estado, Ministro de Gobernación, y Presidente provisional del Estado por ausencia temporal del General Carrera.
Continuó trabajando como abogado en Antigua Guatemala, donde residió por buena parte de su vida con su familia. Falleció a los 88 años el 17 de mayo de 1877.